# Unió Democràtica Regional
Unió Democràtica Regional (grec: Δημοκρατική Περιφερειακή Ένωση, Dimokratiki Periferiaki Enosi, DPE) és un partit polític grec fundat el març de 2000 com a escissió del Moviment Socialista Panhel·lènic. El seu cap és Mihalis Haralambidis. Mai no ha assolit representació parlamentària.

## Resultats electorals
| 2000 | Parlament     | 32,068 | 0.47 | 0 |
| 2004 | Europarlament | 44,541 | 0.73 | 0 |